# Биомиметика
Биомиметика је назив за комбинацију наука биологије, хемије, математике и физике у циљу проучавања структура и функција биолошких система као модела за конструисање разних система и материјала у технологији. Биомиметика је одличан пример комбинације научних знања и корелација међу наукама.
Израз биомиметика је изведена 1630-их година од грчке речи βίος, што значи - живот, и суфикса μιμητικός, што значи - имитирајући, опонашајући.

## Историјат
Биомиметику је педесетих година прошлог века формулисао амерички биофизичар и полимат Ото Шмит. Идеју за формирање биомиметике је добио током свог истраживања у изради доктората у ком је унапредио Шмитов компаратор проучавајући нерве у лигњама, када је покушао да смисли уређај који би радио на идеји система ширења нерава. Продужавајући фокусирање на уређаје који ће опонашати биолошке системе, Шмит 1957. године долази до обрнутог погледа од погледа тадашње биофизике и одлучује да га назове биомиметиком.
Под насловом "Биомиметика", Шмит 1969. године штампа један свој рад, да би се 1974. године термин биомиметика пронашао у Вебстеровом речнику.